# Maria Bernadette Hein
Maria Bernadette Hein OCist (* 25. September 1958 in Güls) ist eine deutsche Zisterzienserin und seit 2001 Äbtissin des Zisterzienser-Klosters Lichtenthal.

## Leben
Maria Bernadette Hein aus Güls absolvierte zunächst eine Ausbildung zur Biologielaborantin, bevor sie am 11. Februar 1979 unter Äbtissin Lucia Reiss in das Kloster Lichtenthal eintrat. Am 25. März 1980 legte sie ihre Profess ab und begann im Kloster eine Ausbildung zur Goldschmiedin. Nachdem Vorgängeräbtissin Adelgundis Selle ihr Amt am 1. Mai 2001 niedergelegt hatte, wurde Maria Bernadette Hein zur 46. Äbtissin des Klosters Lichtenthal gewählt. Mit Unterstützung des am 25. März 2006 gegründeten Freundeskreises Kloster Lichtenthal e. V. wurden im Kloster seither über 20 Projekte in einem finanziellen Rahmen von 270.000 Euro umgesetzt. Darunter fallen u. a. der Einbau eines behindertengerechten Aufzugs im Abteigebäude, die Sanierung der Krankenstation, die Installation einer kunstvoll gestalteten Opferlichtanlage in der Kirche des Klosters, sowie die Aktualisierung des Schriftenstands der Klosterkirche. Während eines Besuchs von Staatssekretärin Gisela Splett und der Landtagsabgeordneten Hans-Peter Behrens und Tobias Wald im Kloster Lichtenthal im September 2021 wurde die Sanierung der baufällig gewordenen Begrenzungsmauer am Friedhof bekanntgegeben. Im Herbst 2023 steht die Baumaßnahme im Wert von 540.000 Euro, deren Träger das Land Baden-Württemberg ist, kurz vor der Fertigstellung.

## Publikation
- Gelebte zisterziensische Spiritualität. In: Cistercienser Chronik 113. Jg. (2006), Heft 3, S. 383–394.